# Vladimir Uspensky
Vladimir Andreyevich Uspensky (em russo:  Влади́мир Андре́евич Успе́нский; Moscou, 27 de novembro de 1930 - Moscou, 27 de junho de 2018) foi um matemático russo. Trabalhou com lógica matemática, teoria dos algoritmos e linguística.
Estudou na Faculdade de Mecânica e Matemática da Universidade Estatal de Moscou, onde obteve um doutorado em 1955, orientado por Andrei Kolmogorov, com a tese Operations on Recursively Enumerable Sets. Foi orientador de 25 candidatos de ciências e 4 doktor nauk.
Irmão do semiótico Boris Uspensky.

## Morte
Morreu em 27 de junho de 2018, aos 87 anos, em Moscou.

## Obras
- Mathematische Unterhaltungen. I. : Mehrfarbenprobleme, com E.B. Dynkin, Berlim 1966
- Mathematische Unterhaltungen. II. : Aufgaben aus der Zahlentheorie, com E.B. Dynkin, 3. Edição, Berlim 1966
- Mathematische Unterhaltungen. III. : Aufgaben aus der Wahrscheinlichkeitsrechnung: Irrfahrten (Markoffsche Ketten), com E.B. Dynkin, Berlim 1966
- Some applications of mechanics to mathematics, Pergamon Press, Oxford, 1961
- Pascal's triangle: certain applications of mechanics to mathematics, Moscou 1976
- Post's machine, Moscou, MIR Publishers 1983
- Goedel's incompleteness theorem, in: Theoretical computer science, Volume 130, No. 2, 1994, p. 239
- Kolmogorov complexity: recent research in Moscow, 21. International Symposium Mathematical Foundations of Computer Science (MFCS), Cracóvia, Setembro de 1996, Lecture Notes in Computer Science, Volume 1113, Springer Verlag 1996
- Relations Between Varieties of Kolmogorov Complexities, com A. Shen, in: Mathematical systems theory, 29, No. 3, 1996, p. 271
- Mathematical logic in the former Soviet Union: brief history and current trends, in: 10. International Congress of Logic, Methodology and Philosophy of Science, Florença, agosto de 1995
- Mathematical metaphysics of randomness com A.A. Muchnik e A.L. Semenov, in: Theoretical Computer Science, Volume 207, No. 2, 1998, p. 263–318
- Why Kolmogorov Complexity?, in Eric Goles, Servet Martinez (Eds.) Complex Systems, Kluwer 2001, p. 201.
- Lebesgue measure and gambling com V. G. Kanovei e T. Linton, in: Sbornik Math., Volume 199, Nr. 11/12, 2008, p. 1597–1620